# Karcinogen
Karcinogen (též kancerogen) je jakákoliv chemická látka, biologické agens (např. virus), radionuklid nebo průmyslový proces, který způsobuje nebo napomáhá rakovinnému bujení buněk, které vede k výskytu rakovinných nádorů.
Oficiální databázi karcinogenů vede Mezinárodní agentura pro výzkum rakoviny (IARC), které je také kategorizuje podle míry vědeckých důkazů o souvislosti mezi vystavení danému faktoru a výskytem rakoviny. Zařazení níže uvedených příkladů do kategorií 1-2 však nevypovídá o míře karcinogenity (tj. účinek DDT se může prokázat větší než obdobné množství alkoholického nápoje).  

## Kategorie karcinogenů dle IARC
- Skupina 1 – prokázaný karcinogen pro člověka (například aflatoxin, alkoholické nápoje, azbest, formaldehyd, benzen, různé viry a bakterie, pevné částice, radionuklidy, neutronové a gama záření, prach ze dřeva, tabákový kouř, sluneční a UV záření, zpracované maso[1])[2][3]
- Skupina 2A – pravděpodobně karcinogenní pro člověka (anabolické steroidy, glyfosát, olovo a jeho sloučeniny, malárie, pití nápojů s teplotou nad 65 °C,[4] práce v noci,[5] styren (pro výrobu polystyrenu), tetrafluoretylen (z něhož se skládá teflon), červené maso[1])[2]
- Skupina 2B – podezřelý karcinogen pro člověka (aloe vera, aspartam,[6] uhlíkové nanotrubice, chloroform, DDT, benzín, ginkgo biloba, isopren, naftalen, radiofrekvenční záření například mobilních telefonů, oxid titaničitý)[2]
- Skupina 3 – neklasifikovaný
- Skupina 4 – pravděpodobně není karcinogenní pro člověka

## Míra pravděpodobnosti
Obecně se předpokládá, že pravděpodobnost rozvoje rakoviny je přímo úměrná vystavení karcinogenu. Přibližně lineární závislost pravděpodobnosti a to od malých dávek byla prokázána například u radioaktivity kouření (obsahujícího radioaktivní karcinogeny) či alkoholu.